# إشعاع نووي
الإشعاع النووي هو ظاهرة فيزيائية تحدث في الذرات غير المستقرة للعناصر، وفيه تفقد النواة الذرية بعض جسيماتها وتتحول ذرة العنصر إلى عنصر آخر أو إلى نظير آخر من العنصر ذاته.

## تاريخ الإشعاع النووي
كان العالم فيرمي (Enrico Fermi) في العام 1934 يقوم ببعض التجارب للحصول على نظائر العناصر عن طريق قذف النوى بالنيوترونات. وعندما وصل إلى عنصر اليورانيوم (العنصر الأخير في الجدول الدوري في ذلك الوقت). توقع أن قذف العنصر بالنيوترونات سيؤدي إلى وجود نواة غير مستقرة تقوم بإطلاق جسيمات بيتا وبالتالي ازدياد العدد الذري من 92 إلى 93 وإنتاج عنصر جديد في الجدول الدوري، ولكنه لم يحصل على ما توقعه ولم يستطع التعّرف على نواتج التفاعل.
واستمرت الأبحاث والدراسات من العام 1935 إلى العام 1938 حيث قام عالم كيميائي ألماني يسمى إدا نوداك (Ida Noddack) بالتعرف على نواتج التفاعل وأوضح أن نواة اليورانيوم انشطرت إلى نواتين متوسطتي الكتلة. وقد أكدت الدراسات صحة ما افترضه هذا العالم. وبذلك يكون الانشطار النووي «انقسام نواة ثقيلة إلى نواتين متوسطتي الكتلة، وإنتاج كميات هائلة من الطاقة نتيجة تفاعل نووي» ولإحداث الانشطار تقذف النواة الثقيلة مثل اليورانيم /ذري92\ كتلي235 يوارانيوم ـ 235 بجسيمات خفيفة نسبياً مثل النيوترونات التي تعد أفضل القذائف لأنها لا تحمل شحنة.

## التفاعل النووي
ظاهرة كونية غير مستقرة ينتج عنها طاقة كبيرة يمكن أن تستغل سلباً أو ايجاباًالإشعاع النووي ينقسم إلى
1. أشعة ألفا (أيون الهليوم) He
2. أشعة غاما (أشعة كهرومغناطيسية) ولها مسمى آخر يعرف بالأشعة الكونية
3. أشعة بيتا وتنقسم إلى :

1. إلكترون (السالبة)
2. بوزوترون (الموجبة)

## الآثار الجانبية بعد التعرض للإشعاع النووي
يسبب التعرض للأشعة النووية تغيرات كيميائية في أنسجة الكائنات الحية، مما يؤدي إلى أضرار كبيرة للجسم. وتزداد درجة تلك التغيرات الكيميائية تبعاً لمقدار جرعة الإشعاع التي تم امتصاصها بواسطة الجسم. ولا يظهر مقدار الإصابة أو الضرر للشخص عند تعرضه للإشعاع إلا بعد فترة من الزمن تعرف بدور الكمون أو فترة الحضانة. وقد تتأخر الآثار المبكرة لبعض أنواع التعرض الإشعاعي إلى سنوات. ويحدد نوع ومصدر الإشعاع نوع الإصابة التي تنتج عنه.
لقد بات من المؤكـد اليوم بان التعرض للإشعاع النووي يسـبب ظهـور أمراض سرطانية متنوعة. وتستند معظم المعلومات المستقاة عن تأثير الإشعاع النـووي علـى الإنسان من دراسـة الحالات التي يتعرض فيها بعض الأشخاص إلى جرعة إشعاعية عالية ومن خلال دراسة نتائج التفجيرات النووية التي حدثت أثناء الحرب العالمية الثانية في مدينتي هيروشيما وناكازاكي، إضافة إلى التجارب التي تجرى على الحيوانات.
يمكن سرد بعض المخاطر الناتجة من تعرض الإنسان للإشعاع كما يلي:

### السرطان
إن تعرض الإنسان للإشعاع النووي قد يسبب له الإصابة بمختلف أنواع الأمراض السرطانية ويعتمد ذلك على مقدار الجرعة الإشعاعية والمنطقة التي تتعرض للإشعاع. كمعلومة إضافية ولو أنها تبدو غريبة من أبرز الطرق المستعملة للتخفيف من حدة السرطان يستعمل الإشعاع النووي وذلك لتفتيت تلك الكتلة المسرطنة.

### عتمة عدسة العين
تعتبر عدسة العين من المناطق الحساسة جداً للإشعاع النووي بشكل عام والنيوترونات بشكل خاص وان جرعة اشعاعية من النيوترونات كافية لإصابة عدسة العين بالعتمة التي هي عبارة عن حدوث تلف دائم في عدسة العين قد يؤدي إلى فقدان القدرة على الابصار.

### العقم
هناك من الأدلة ما يشير إلى أن تعرض الأعضاء التناسلية إلى جرعات معينة من الإشعاع يؤدي إلى اصابة الإنسان بالعقم.

### الوفاة
ان التعرض إلى جرعات اشعاعية قليلة لا تشكل بمفردها تأثيرا كبيراً على صحة الإنسان إلا أن التعرض إلى تلك الجرعات القليلة لفترة طويلة وعلى مدى سنوات تضعف مناعة الجسم ضد الأمراض الأخرى وتقود إلى الوفاة.

## طرق الوقاية من الإشعاع
لقد لاحظنا ان التاثيرات التي يسببها الإشعاع كثيرة ومتشعبة، ولهذا يجب التاكيد على أهمية الوقاية والتعامل مع مصادر الإشعاع المختلفة بيقظة وحذر كبيرين ووفق شروط خاصة تضمن سلامة الناس العاملين في مجال الإشعاع. وقد مر بنا ان جسيمات الفا ذات مدى قصير ولا تستطيع اختراق حتى السطح الخارجي للجسم
وعلى أساس ما تقدم يجب اتخاذ التدابير والإجراءات الوقائية التالية عند التعامل مع مصادر الإشعاع :
1. عند وجود أجهزة تطلق إشعاعات مؤينة مثل أجهزة الأشعة السينية والمعجلات المختلفة والمولدات.
2. التأني في العمل عند التعامل مع المواد السائلة.
3. عدم ترك مصادر الإشعاع مفتوحة بعد الانتهاء منها.
4. استعمال أجهزة تحديد وقياس مستوى الإشعاع عند الدخول إلى الأماكن التي توجد فيها المصادر المشعة.
5. الاستفادة من شركة متخصصة في بناء محطات نووية.
6. بناء أبراج متخصصة في مراقبة المفاعلات النووية عن بعد.
7. بنائها في أماكن بعيد عن السكان مثل جزيرة يوضع فيها المفاعلات النووية.
8. الصيانة بشكل دوري ومتابعة التفاعلات ومرادها.
9. عدم استعمال المواد سريعة التفاعل في المحطات النووية.
10. أجراء التجارب بشكل مستمر لتفادي الأخطاء.
11. القيام بطريقة ما عند خروج الإشعاع النووي بتحويله إلى طاقة يستفاد منها وتكون صديقة للبيئة.
12. بناء جزء من المحطة تحت الأرض لترك فرصة ما عند خروج الإشعاع النووي واتخاذ الإجراءات المناسبة للإخلاء المفاجئ وتوفير الملابس الآمنة.

## اقرأ أيضا
- اضمحلال نشاط إشعاعي